# JEAC 4111
JEAC 4111-2003は、「原子力発電所における安全のための品質保証規程」といい、品質マネジメントシステムの国際標準規格であるISO 9001:2000をベースに、原子力規格委員会が発行した規格である。
JEAC 4111-2003は、原子力発電所の保安活動における品質保証に関する要求事項を規定している。